# Navigazione

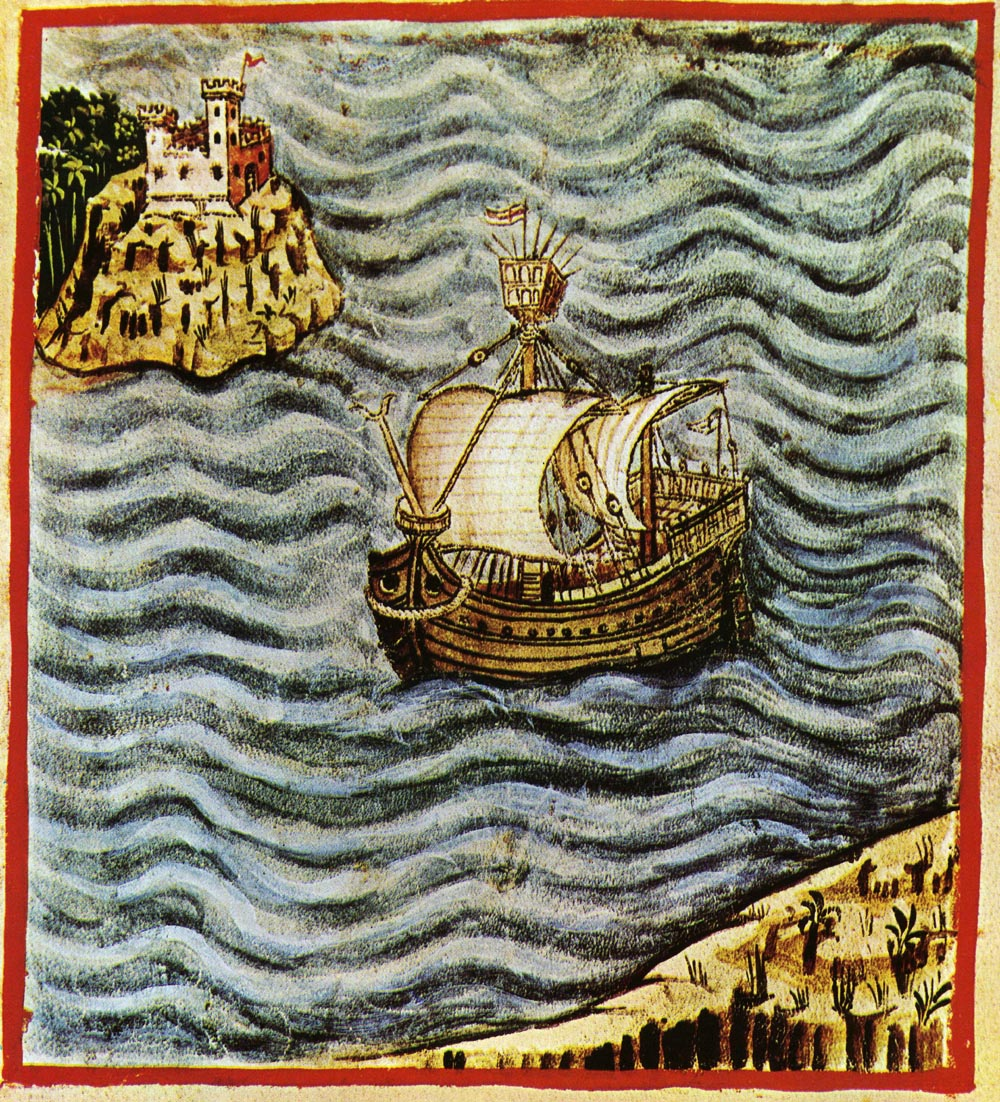
Acqua salata (navigazione), tacuinum sanitatis casanatense (XIV secolo)

La navigazione è l'insieme di tecniche usate per determinare la posizione e la rotta di una nave o aereo. Come pratica, essa fa parte di una serie di conoscenze che sono ricomprese nell'arte nautica.
Sebbene di origine nautica, il termine si applica per traslato anche ad altri ambiti in cui necessita orientarsi spazialmente, come per esempio quelli terrestre, aeronautico e spaziale, mentre il significato assunto nel gergo di Internet è sinonimo di viaggio virtuale anche senza rotta.

## Storia
In tempi remoti la navigazione si basava sull'osservazione di punti di riferimento la cui posizione era nota, quali il Sole, la Luna e le stelle per determinare le coordinate geografiche della posizione dell'osservatore (navigazione astronomica). Successivamente l'osservazione di tali punti di riferimento è stata resa più efficiente attraverso l'introduzione di strumenti come il sestante. Nel 1761 viene inventato il cronometro marino, dall'orologiaio inglese John Harrison: rappresenta una delle tappe fondamentali per lo sviluppo della navigazione.
Il progresso tecnologico a partire dal XX secolo ha permesso di realizzare sensori in grado di determinare la posizione attraverso l'utilizzo di punti di riferimento introdotti artificialmente dall'uomo (per esempio i satelliti dei GNSS o i ripetitori WLAN). Tali sensori sono normalmente integrati in sistemi di navigazione insieme con software in grado di elaborare le informazioni inviate dai sensori per fornire una stima della posizione. Il più diffuso algoritmo di calcolo impiegato nel campo della navigazione è il filtro di Kalman.

## Classificazione

### Navigazione terrestre

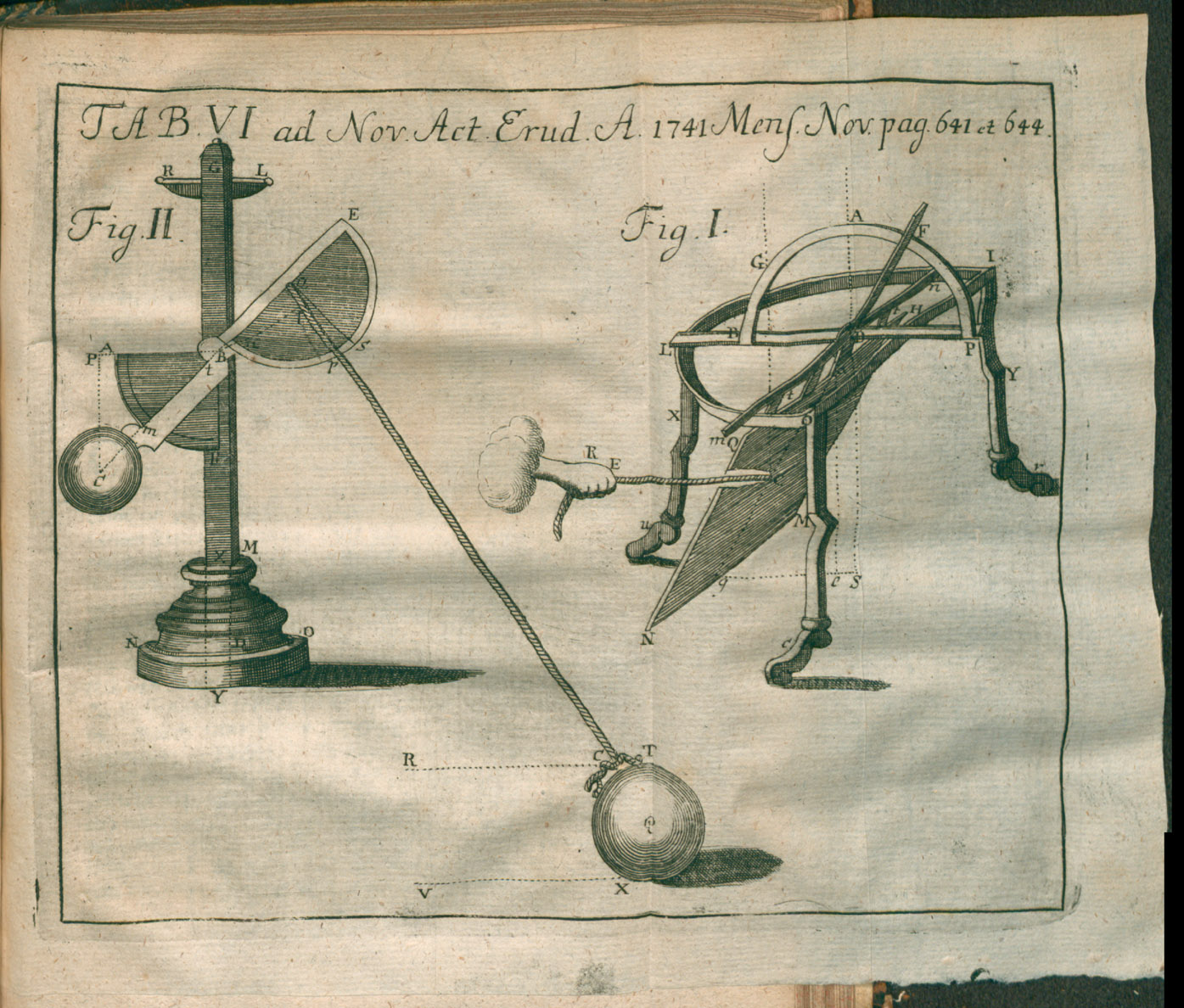
Illustrazione degli Acta Eruditorum del 1741 alla recensione De la meilleure maniere de mesurer sur mer le chemin d'un vaisseau...

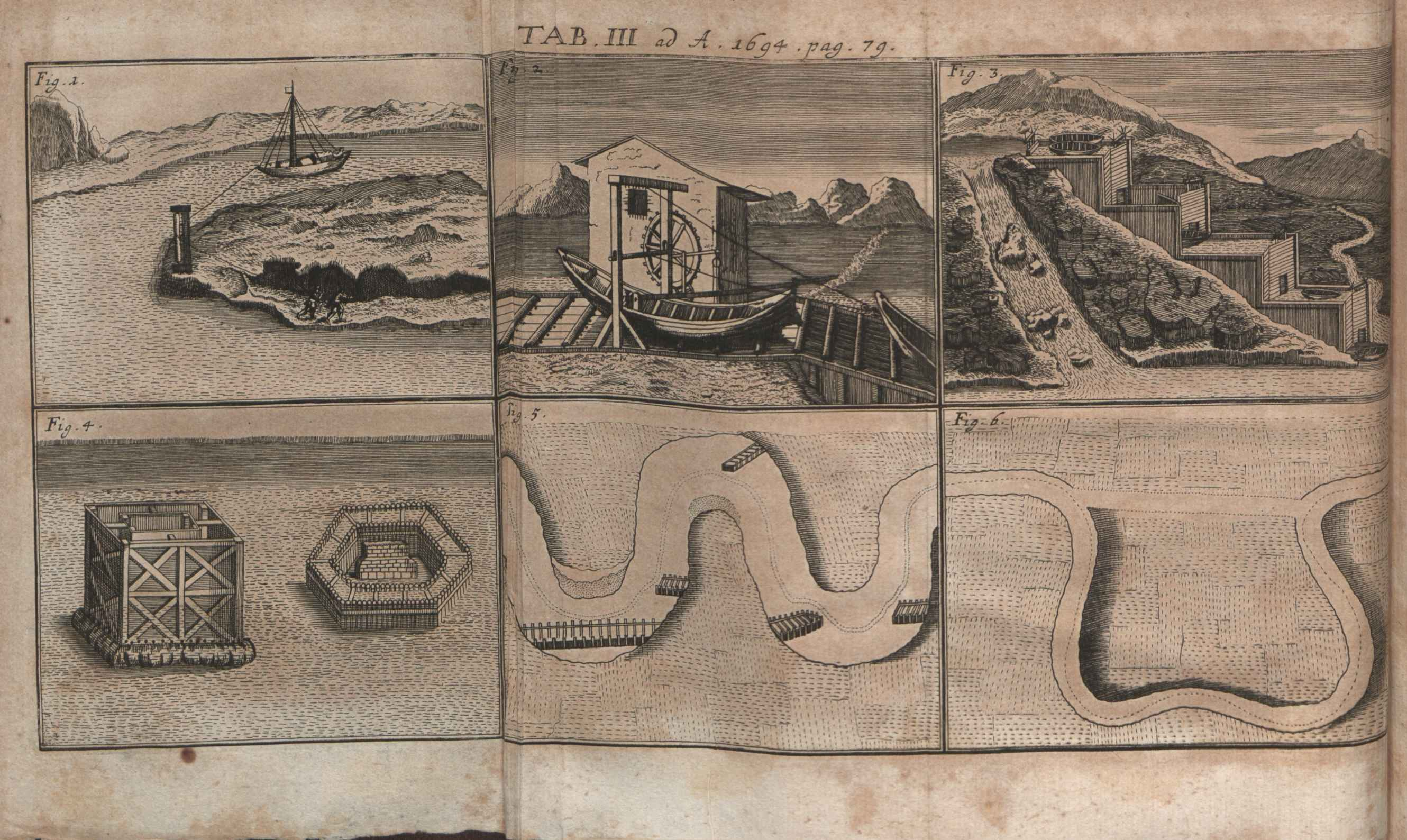
Illustrazione degli Acta Eruditorum del 1694 alla recensione del Traité des moyens de rendre les Rivieres navigables ...

Per la navigazione terrestre (per esempio quella di autovetture) possono essere utilizzati (singolarmente o variamente accoppiati) i seguenti sensori:
- GPS;
- Odometri;
- Accelerometri e giroscopi;
- Angolo di rotazione dello sterzo.

Dei sensori sopra citati, il GPS fornisce una stima della posizione del veicolo, gli odometri forniscono una stima della distanza percorsa, gli accelerometri e i giroscopi misurano rispettivamente accelerazione e velocità angolare mentre il segnale dello sterzo aggiunge informazioni sull'angolo di avanzamento della vettura. Tutte queste informazioni, in parte ridondanti, vengono fuse insieme in un filtro di Kalman, il quale calcola una stima della posizione basata sulle misure dirette effettuate da alcuni sensori (GPS, odometri) e sulla predizione della posizione data dall'integrazione delle grandezze misurate da altri sensori (accelerometri e giroscopi). Fondamentale - nella determinazione della posizione di un veicolo nella navigazione terrestre - è l'esatta conoscenza della rete stradale: sfruttando l'assunzione che un veicolo possa trovarsi esclusivamente su una strada restringe infatti enormemente le possibili soluzioni del problema di posizionamento in confronto al caso in cui si utilizzino i soli sensori. Per apprezzare quanto importante sia l'uso della rete stradale nel problema del posizionamento terrestre basta confrontare la precisione di un sistema di navigazione quando esso si trova su una strada e quando si trova in un ampio parcheggio.
Anche se il problema dei posizionamento terrestre è essenzialmente bidimensionale, specialmente nei mercati asiatici dove la rete stradale può svilupparsi verticalmente su diversi livelli con rampe, ponti e sopraelevate, diventa importante l'impiego di sensori o punti di riferimento addizionali rispetto a quelli usati in Occidente. I sistemi di navigazione montati su auto giapponesi si avvalgono, ad esempio, di un giroscopio addizionale che misura l'inclinazione dell'auto rispetto all'asse di beccheggio. Inoltre in Giappone è attivo il sistema VICS (Vehicle Information and Communication System) che permette di monitorare la posizione di un veicolo attraverso ripetitori posti ai margini della strada.

### Navigazione marittima

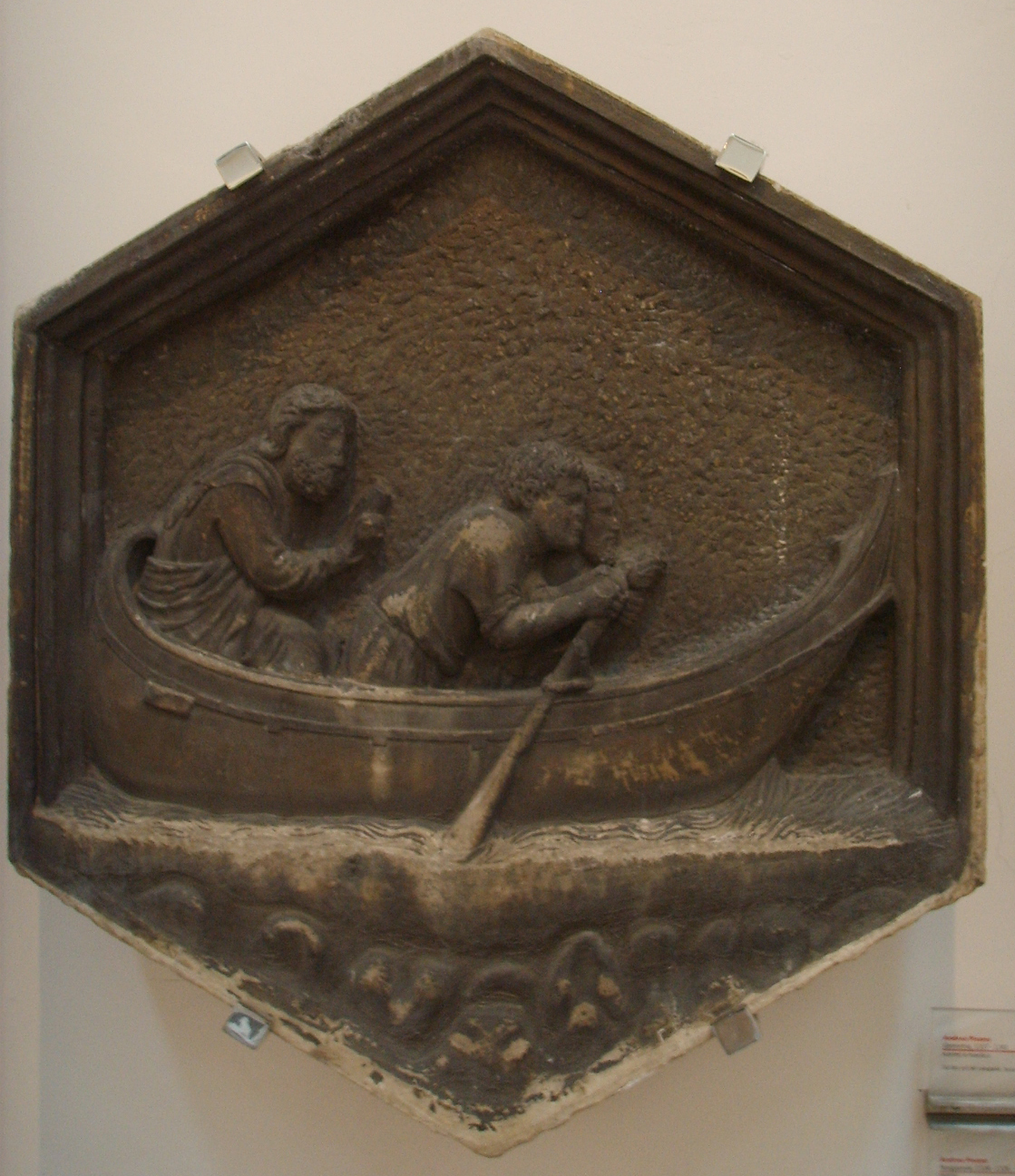
Navigazione, formella del Campanile di Giotto, Andrea Pisano, 1334-1336, Firenze

Per navigazione marittima si intende il trasferimento di un mezzo galleggiante via mare da un punto A (partenza) a un punto B (destinazione), in massima sicurezza ed economia (che non sempre corrisponde alla via più breve). L'insieme dell'organizzazione è delle attività poste per garantire che le stesse siano espletate vengono dette servizi di coperta. 
La navigazione si può distinguere in: 
- navigazione astronomica;
- navigazione stimata.

La distinzione tra navigazione stimata e astronomica è una distinzione di carattere tecnico, ma vengono utilizzati insieme. Si basa sul controllo della posizione della nave e si distingue in: 
- navigazione d'altura;
- navigazione costiera;
- pilotaggio.

La navigazione d'altura dispone di diversi metodi per la determinazione del punto nave, tra questi la navigazione stimata, la navigazione satellitare e la più classica e autonoma navigazione astronomica.
La navigazione costiera è quella che si svolge in vicinanza o meglio in vista della costa e viene gestita utilizzando punti cospicui della costa osservabili sia a occhio nudo, con rilevamenti alla bussola, sia al radar, effettuando rilevamenti e misure di distanze.
Il pilotaggio è l'attività svolta da un pilota certificato, stando a bordo di una nave indirizzata a percorrere aree di mare, fiumi, canali o aree portuali per il raggiungimento della posizione di ormeggio in porto e se in partenza per effettuare in sicurezza il tragitto, per il trasferimento della nave, tra la posizione di ormeggio e il mare aperto. L'attività di pilotaggio è affidata a piloti o a pratici che abbiano il dovuto e previsto grado di conoscenza dei luoghi e dei porti nei quali operano per poter dare un sicuro supporto all'attività nautica svolta dalla nave. Il pilota, in contatto continuo con i centri di controllo del traffico, in tempo reale, è in ogni momento informato al riguardo del movimento delle navi e/o del traffico all'interno delle aree di interesse e relativamente alla situazione generale riguardante il segnalamento marittimo. 
Inoltre, la conoscenza della climatologia locale da parte del pilota, riduce i rischi dipendenti dall'azione degli agenti meteomarini a carattere locale. La presenza del pilota produce inoltre un maggiore livello di sicurezza e un migliore risultato relativamente ai tempi di effettuazione delle operazioni e degli itinerari. Il pilota, se pur imposto dall'autorità marittima del luogo di approdo e/o di partenza, opera in qualità di consulente, sotto la insuperabile e inderogabile autorità del comandante il quale, coadiuvato e assistito dai suoi ufficiali, rimane sempre e in ogni caso l'unica autorità di bordo e l'unico responsabile della nave, della navigazione e al riguardo della salvaguardia della vita umana in mare. Il comandante, a fronte della sicurezza e della tutela del patrimonio può avvalersi dell'ausilio di rimorchiatori.

### Navigazione stimata
Nella navigazione stimata la traiettoria viene seguita utilizzando i dati della bussola e del solcometro circa la direzione e la velocità.
Tra le infinite traiettorie che uniscono due punti della superficie terrestre quelle d'interesse per la navigazione sono l'ortodromia, la "traccia composita speculare" e la lossodromia, realizzando quest'ultima, governando la nave, seguendo la "rotta vera" lossodromica alla bussola.
La posizione stimata è affetta da errori di misura e di valutazione: gli errori di misura dipendono dalle caratteristiche degli strumenti utilizzati, quelli di valutazione dalla difficoltà di valutare esattamente i disturbi, principalmente meteo marini (venti, correnti, stato del mare). L'errore della posizione stimata è in media di circa 1/20 del cammino percorso, e quindi aumenta con il tempo. È pertanto necessario, a intervalli di tempo sufficientemente brevi, determinare il punto nave per il corretto controllo della posizione della nave in mare.